# Elkhart (Indiana)
Elkhart is een plaats (city) in de Amerikaanse staat Indiana, en valt bestuurlijk gezien onder Elkhart County.

## Demografie
Bij de volkstelling in 2000 werd het aantal inwoners vastgesteld op 51.874.
In 2006 is het aantal inwoners door het United States Census Bureau geschat op 52.748, een stijging van 874 (1.7%).

## Geboren
- Thomas Hampson, operazanger

## Overleden
- Georgi Vins, predikant Broederschap van niet-geregistreerde baptisten

## Geografie
Volgens het United States Census Bureau beslaat de plaats een oppervlakte van
57,6 km², waarvan 55,3 km² land en 2,3 km² water. Elkhart ligt op ongeveer 230 m boven zeeniveau.

## Plaatsen in de nabije omgeving
De onderstaande figuur toont nabijgelegen plaatsen in een straal van 16 km rond Elkhart.